# 로디 파이퍼

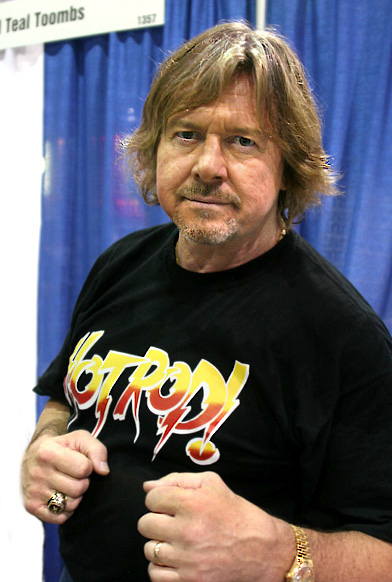
로디 파이퍼

로디 파이퍼(영어: Roddy Piper)는 본명은 로더릭 조지 툼스(영어: Roderick George Toombs, 1954년 4월 17일 ~ 2015년 7월 31일)는 캐나다의 프로레슬링선수로 키는 183cm 몸무게는 103kg이다. 피니쉬는 슬리퍼 홀드이다.
2015년 7월 31일 집에서 수면 도중 심장정지로 인해 향년 62세의 나이로 생을 마감하게 되었다.

## 수상
- NWA 미드 아틀란틱 헤비웨이트 챔피언 3회
- NWA 유나이티드 스테이츠 챔피언 2회
- NWA 텔레비전 챔피언 2회
- WCW 유나이티트 스테이츠 챔피언 1회
- NWA 캐내디언 태그팀 챔피언 (밴쿠버 버전) 1회
- NWA 아메리카스 헤비웨이트 챔피언 5회
- NWA 아메리카스 태그팀 챔피언 5회
- NWA 월드 라이트 헤비웨이트 챔피언 1회
- NWA 유나이티드 스테이츠 헤비웨이트 챔피언 (샌 프란시스코 버전) 1회
- NWA 월드 태그팀 챔피언 (샌 프란시스코 버전) 1회
- NWA 퍼시픽 노스웨스트 헤비웨이트 챔피언 2회
- NWA 퍼시픽 노스웨스트 태그팀 챔피언 4회
- NWA 아메리칸 태그팀 챔피언 1회
- WWE 인터컨티넨탈 챔피언 1회
- WWE 월드 태그팀 챔피언 (구 버전) 1회